# Estigmene sikkimensis
Estigmene sikkimensis är en fjärilsart som beskrevs av Rothschild 1910. Estigmene sikkimensis ingår i släktet Estigmene och familjen björnspinnare. Inga underarter finns listade i Catalogue of Life.